# هیتا

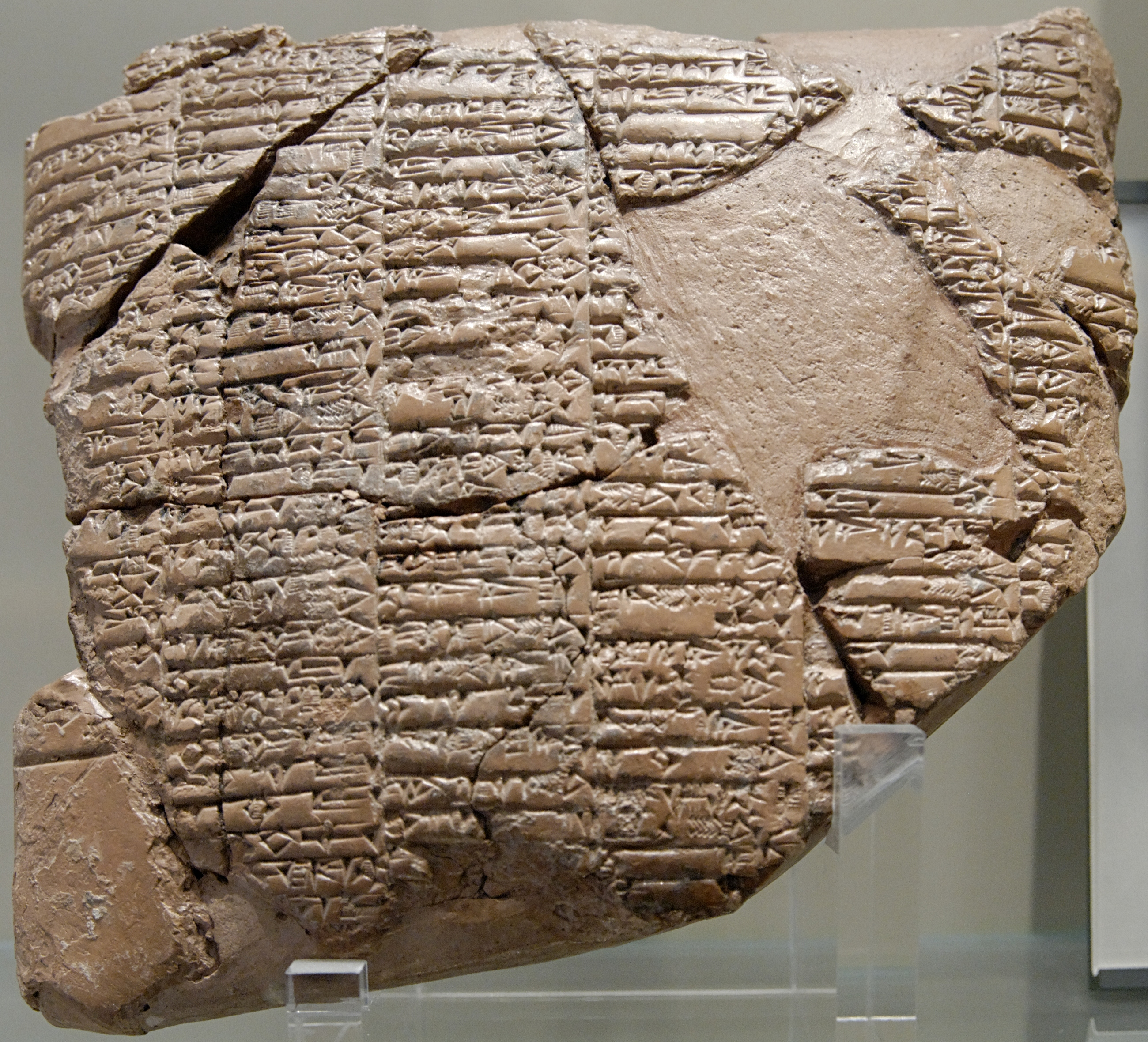
سنگ نوشته های دوران هیتا یازدهمین پادشاه سلسله آوان

هیتا یازدهمین پادشاه سلسله آوان یا اولین سلسله عیلامیان است که در حدود ۲۲۴۰–۲۲۷۰ قبل از میلاد حکومت می‌کرد. این پادشاه عیلامی هم‌زمان با نارام‌سین پادشاه اکد در جنوب بین‌النهرین (۲۲۵۵–۲۲۹۲ ق م) می‌زیست که قراردادی بین این دو منعقد شد. هیتا با دختر نارام‌سین نیز ازدواج کرده بود. این امر ممکن است به شکل یک ائتلاف علیه گوتیان استفاده شده باشد.
این پیمان از دوره پادشاهی هیتا که در حفاری‌های فرانسوی‌ها در شوش به دست آمده، لوح گلی است به خط میخی عیلامی و تاکنون قدیمی‌ترین سند مکتوب در مورد عیلامی‌ها است.